# Contea di Henry (Alabama)
La contea di Henry, in inglese Henry County, è una contea dello Stato dell'Alabama, negli Stati Uniti. La popolazione al censimento del 2000 era di 16.310 abitanti. Il capoluogo di contea è Abbeville.

## Geografia fisica
La contea si trova nella parte sud-orientale dell'Alabama, al confine con lo Stato della Georgia. Lo United States Census Bureau certifica che l'estensione della contea è di 1.472 km², di cui 1.455 km² composti da terra e i rimanenti 17 km² composti di acqua.
Il territorio è pianeggiante e punteggiato da piente.

### Contee confinanti
- Contea di Barbour - nord
- Contea di Clay (Georgia) - nord-est
- Contea di Early (Georgia) - sud-est
- Contea di Houston - sud
- Contea di Dale - ovest

### Laghi, fiumi e parchi
La contea comprende i seguenti laghi, fiumi e parchi:
| Laghi | Fiumi | Parchi | Parchi |
| --- | --- | --- | ------ |
| - Choctawhatchee Lake - Meadow Pond - Barfield Ponds - Mila Lake - Tillis Pond - Starlings Pond - Lingo Pond - Merritts Pond | - Hurricane Creek - Indian Creek - Little Branch - Jack Creek - Little Blackwood Creek - Spring Branch - Davis Branch - Mill Creek - Stevenson Creek | - Hardridge Creek Public Use Area - Abbie Creek Public Use Area - Highland Park Public Use Area - Thomas Mill Creek Park |        |

## Storia
La contea di Henry venne costituita il 13 dicembre 1819. Il nome le è stato dato in onore di Patrick Henry, famoso oratore e governatore della Virginia.

## Principali strade ed autostrade
- U.S. Highway 431
- State Route 10
- State Route 27
- State Route 95

## Società

### Evoluzione demografica
Abitanti censiti (migliaia)

## Comuni
- Abbeville (capoluogo) - city
- Dothan[8] - city
- Haleburg - town
- Headland - city
- Newville - town